# ميرلان تاندجيغورا
ميرلان تاندجيغورا (بالفرنسية: Merlin Tandjigora)‏ (مواليد 6 أبريل 1990 في بورت جنتيل) هو لاعب كرة قدم غابوني محترف في مركز وسط الملعب المدافع.

## الألقاب

### النادي
إيه إس ستاد ماندجي
- بطولة الغابون الوطنية: 2009

## روابط خارجية
- قالب:Lfpfr
- قالب:Leqstat
- ميرلان تاندجيغورا على موقع الاتحاد الدولي (مؤرشف)  (الإنجليزية)
- ميرلان تاندجيغورا على موقع رابطة كرة القدم الفرنسية للمحترفين (الإنجليزية)
- ميرلان تاندجيغورا على موقع قاعدة بيانات كرة القدم.إي يو (الإنجليزية)
- ميرلان تاندجيغورا على موقع ليكيب (الفرنسية)
- ميرلان تاندجيغورا على موقع ناشيونال فوتبول تيمز (الإنجليزية)
- ميرلان تاندجيغورا على موقع Soccerway.com (الإنجليزية)
- ميرلان تاندجيغورا على موقع أوليمبيديا (الإنجليزية)